# Cartas que anunciaron el descubrimiento de las Indias

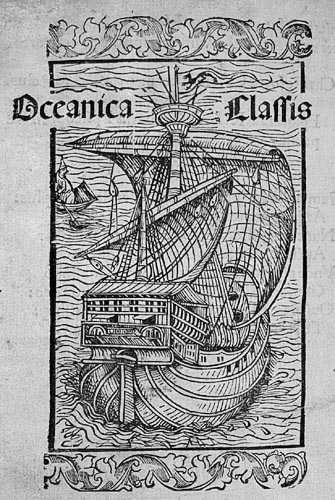
Ilustración de la edición en latín realizada en Basilea en 1494

Las cartas que anunciaron el descubrimiento de las Indias son un conjunto de manuscritos e impresos que, a partir de 1493, hicieron públicos los hallazgos de la primera expedición capitaneada por Cristóbal Colón a lo que actualmente se denomina América. Hacia principios de abril se imprimió en Barcelona una carta en castellano dirigida al escribano de Ración de la Corona de Aragón, Luis de Santángel; unas semanas más tarde se publicó en Roma una traducción al latín bien de este mismo documento bien de otra carta muy similar dirigida al tesorero real Gabriel Sánchez. La versión en latín se difundió rápidamente por toda Europa, siendo reeditada varias veces y traducida a otros idiomas. Posteriormente han aparecido manuscritos de contenido similar a la carta impresa en Barcelona y, en 1985, una copia quizás del siglo XVI de una carta de Colón a los Reyes fechada en marzo de 1493 y que trata del mismo tema.
Estas cartas describen las islas descubiertas, en particular Cuba y La Española, y las costumbres de sus habitantes, abundando las exageraciones sobre el tamaño de las islas, sus riquezas y la docilidad de los indios. Sin embargo, ofrecen pocos datos concretos sobre el viaje (se omite, por ejemplo, la referencia a la pérdida de la nao capitana) e, incluso, algunos de ellos contradicen a otras fuentes, en particular al Diario de a bordo.
La postura tradicional sobre la autoría de las cartas impresas en 1493 es adjudicar la misma al propio Colón, quien habría promovido su publicación como una forma de proteger sus intereses. Otra teoría, en cambio, afirma que fueron escritas por el rey Fernando y Luis de Santángel, inspirándose en diversos informes enviados por Colón a los Reyes a su regreso. A pesar de las dudas sobre su autoría, estas cartas tienen una gran importancia histórica porque constituyeron la única fuente sobre el primer viaje de Colón que estuvo disponible públicamente durante la vida del Almirante.
Por lo demás, su publicación constituyó, intencionadamente o no, una extraordinaria operación de propaganda gracias a la recién inventada imprenta. En este sentido, la consecuencia más inmediata fue que la difusión de la noticia del Descubrimiento se convirtió en la más rápida y universal de todo el siglo XV y parte del XVI.

## Cartas publicadas en 1493

### Difusión

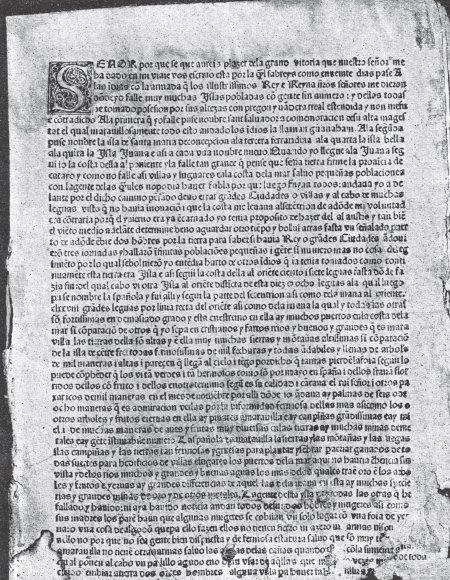
Primera página de la carta en castellano impresa en Barcelona en 1493

En 1493 apareció impresa una carta de Cristóbal Colón dirigida al «escribano de ración», cargo público que por aquel entonces ocupaba Luis de Santángel. La carta está escrita en castellano, fechada a 15 de febrero y posdatada en Lisboa a 14 de marzo. El documento impreso no lleva título ni lugar de edición y no se sabe quién ordenó publicarlo. Mediante un análisis tipográfico se ha averiguado que debió ser impreso en el taller de Pere Posa, en Barcelona. También se desconoce la fecha de publicación, suponiéndose en general que debió ser hacia el mes de abril. No se sabe cuántos ejemplares se editaron. Se conserva uno solo, aparecido en 1889 y hoy propiedad de la Biblioteca Pública de Nueva York.
La carta de Colón, impresa o en versiones manuscritas, se difundió rápidamente. El 22 de marzo de 1493, el cabildo secular de Córdoba examinó “una carta que envió Colón de las islas que falló”. Las noticias del viaje llegaron rápidamente a Italia, pues se tiene eco de ellas en Roma el 18 de abril y en Siena el 25 del mismo mes.
Pronto apareció publicada en Roma una versión en latín de la carta, traducida por Leandro Cosco el 29 de abril. Este texto presenta, sin embargo, algunas diferencias con el impreso en Barcelona, empezando por el destinatario, que es el tesorero real Gabriel Sánchez (llamado erróneamente Raphael Sanxis en la mayoría de las ediciones).
La versión en latín alcanzó gran popularidad en Europa y fue reimpresa numerosas veces: dos en Roma, una en Amberes, una en Basilea y tres en París. Se hicieron también traducciones a otras lenguas: italiano (por Giuliano Dati en verso, Roma, 15 de junio de 1493) y alemán (Estrasburgo, 1497). En 1497, en Valladolid, se realizó una nueva edición de la versión castellana.

### Contenido

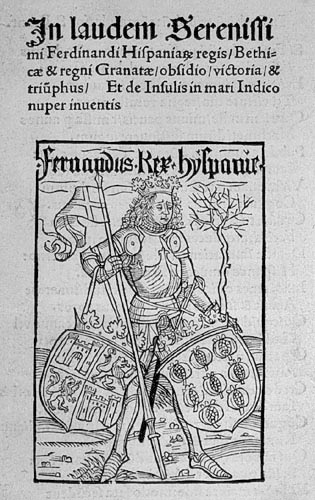
El rey Fernando en la tapa de la edición de Basilea de 1494

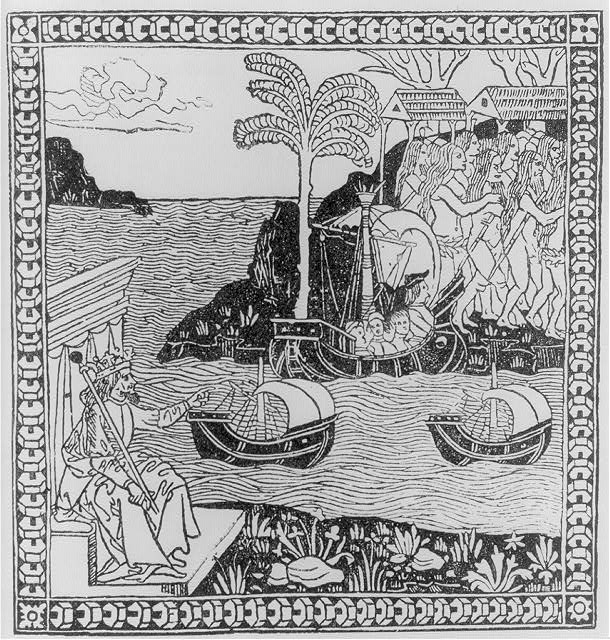
Ilustración de la edición italiana en verso de 1493

Texto completo de la carta impresa en Barcelona
La carta a Santángel dedica largos párrafos a las islas descubiertas y las costumbres de sus habitantes, pero omite información importante sobre el viaje: cuántos barcos formaban la expedición, cuándo partieron, qué ruta siguieron y cuándo emprendieron el viaje de vuelta. Aunque es lógica la omisión de algunos de estos datos por estar la carta dirigida a personas de las que Colón sabía que los conocían bien, además, algunos de los datos que proporciona contradicen a otras fuentes, por ejemplo en lo referente a la duración del viaje de vuelta o la fecha de la llegada a Lisboa.
En la introducción Colón afirma que pasó a "las Indias" (al "mare Indicum" según la carta en latín) y que tomó posesión de las tierras halladas. También menciona la duración del viaje de ida: 20 días en la versión en castellano y 33 en la latina.

en ueinte dias pasé a las Indias con la armada que los illustríssimos Rey e Reyna, nuestros señores, me dieron, donde yo fallé muy muchas islas pobladas con gente sin número, y dellas todas he tomado posesión por Sus Altezas con pregón y uandera rreal estendida, y non me fue contradicho.
Carta en castellano.

Tricesimotertio die postquam Gadibus discessi in mare Indicum perveni: ubi plurimas insulas innumeris habitatas hominibus repperi: quarum omnium pro felicissimo Rege nostro preconio celebrato et vexillis extensis contradicente nemine possessionem accepi.
Carta en latín.

El documento enumera a continuación las primeras islas visitadas, dando sólo sus nombres: Guanaham (Guanahanin en la carta en latín), rebautizada San Salvador; Santa María de Concepción; Ferrandina (Fernandina en la versión en latín) e isla Bella (corregido a Isabela en la traducción latina). La quinta isla mencionada es Cuba, a la que Colón llamó Juana, cuya exploración se narra más detalladamente. La última isla descubierta es La Española, también llamada actualmente isla de Santo Domingo.
La carta describe los paisajes de Cuba pero da poca información geográfica sobre ella. En cuanto a la Española, es aún más parca en detalles. En ambos casos los datos aportados tienden a exagerar el tamaño de las islas. A continuación describe a los indios como seres dóciles, pacíficos, monógamos, sin propiedad privada y sin religión, lo que implica que deberían ser fáciles de evangelizar. El texto afirma que Colón ha dejado un barco y una guarnición en la Española, en un fuerte llamado Navidad. Omite, sin embargo, el hecho de que ese barco, probablemente la nao Santa María, había embarrancado, según afirman muchas otras fuentes.
Aparte de las islas visitadas, el autor de la carta da noticias de otras tierras: una isla poblada de indios caníbales; otra donde solo viven mujeres guerreras; otra donde hay mucho oro y cuyos habitantes no tienen cabellos; un país donde vive «gente con cola» y dos «tierras firmes»: una la «de acá» y otra la «de allá del Gran Can». También promete todo tipo de riquezas si se explotan las islas descubiertas: oro, esclavos y vegetales preciosos como las especias, algodón, «almástica», «ligunaloe», ruibarbo y canela. En la conclusión exalta su «victoria», si bien reconoce que puede haber otros que «destas tierras aian fallado o escripto" antes que Colón, y llama a "tomar alegría y fazer grandes fiestas, y dar gracias solemnes a la Sancta Trinidad».

### Fecha
El final de la carta es diferente según las versiones. En la impresa en Barcelona se lee que fue escrita el 15 de febrero "sobre las islas de Canaria" y posdatada el 14 de marzo en Lisboa:

Fecha en la calauera, sobre las islas de Canaria, a XV de febrero año mil CCCCLXXXXIII.

Fará lo que mandáreys. El Almirante.

Anima que venía dentro en la carta

Después desta escripto y estando en mar de Castilla, salió tanto viento conmigo sul y sueste que me ha fecho descargar los nauíos, pero corí aquí en este puerto de Lisbona oy, (...) adonde acordé escriuir a Sus Altezas. (...)

Fecha ha quatorze días de marzo.

Esta Carta enbió Colom al escriuano de ración de las islas halladas en las Indias. Contenida a otra de Sus Altezas.

La versión en latín termina de manera mucho más breve, diciendo «En Lisboa el 14 de marzo»: 

Ulisbone pridie idus Martii.

Las fechas de estas cartas han causado quebraderos de cabeza a los historiadores porque contradicen al Diario de a bordo, al cual se considera generalmente la fuente principal para el primer viaje de Colón. El Diario no menciona en absoluto a las Canarias en el viaje de vuelta y el 15 de febrero sitúa a la carabela de Colón, la Niña, en las Azores. Sí dice que fue a Lisboa pero no el 14 sino el 4 de marzo. Por estos motivos algunos autores han considerado que las fechas de las cartas son erróneas y han llegado a sustituir en sus transcripciones de estos documentos la palabra "quatorze" por "cuatro". Para otros se trata al contrario de pruebas de que no fue Colón el que redactó las cartas.

### Autor, destinatarios y objetivo

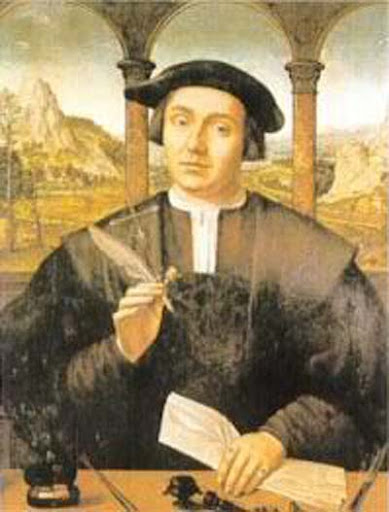
Luis de Santángel, escribano de ración de la Corona de Aragón

Hay división de opiniones sobre si las cartas a Santángel (castellano) y a Sánchez (latín) son dos documentos distintos o bien deben considerarse como dos versiones de un mismo documento, en cuyo caso el nombre de Sánchez sería un error introducido por el traductor.
También hay historiadores que opinan que no fue Colón el autor de ninguna de las dos cartas. Demetrio Ramos afirma que la carta fue redactada entre el rey Fernando y Luis de Santángel, inspirándose de noticias enviadas por Colón a los Reyes a su regreso. Según Ramos, la carta a Gabriel Sánchez sería una mera traducción al latín de esta primera.
Algunos historiadores se sorprenden de que la Corona permitiese difundir informaciones en principio confidenciales y aventuran que quizás la publicación fue una estratagema de Colón para proteger sus intereses. Otros observan que el que las cartas se imprimiesen y circulasen rápida y libremente indica que la corte de los Reyes Católicos dio su permiso o al menos no lo impidió. En cualquiera de los dos casos, se trató de una operación de propaganda, una de las primeras manipulaciones mediáticas a gran escala, hecha posible por la invención de la imprenta. No se dio en el siglo XV ni en la primera parte del siglo XVI una difusión tan rápida y universal de una noticia. Por ejemplo, la primera vuelta al mundo (1519-22) tuvo un eco mucho menor.
El objetivo principal de esta operación de propaganda podría haber sido el crear en Roma un ambiente favorable a la negociación de las Bulas Alejandrinas.

### Calidad de la impresión
La calidad tipográfica de la carta impresa en Barcelona es muy inferior a la de otras obras del taller de Pere Posa: hay erratas evidentes, faltan espacios en blanco y las líneas no están justificadas. Se han propuesto explicaciones diversas: impresión ordenada de urgencia para hacer llegar la carta cuanto antes a Italia o trabajo clandestino. Las erratas lingüísticas podrían deberse a que los operarios de Pere Posa no dominaban bien el castellano, ya que todas las otras obras conocidas de este taller fueron editadas en latín o en catalán.

### Importancia
A pesar de las dudas sobre su autoría, las cartas de 1493 anunciando el Descubrimiento tienen una gran importancia histórica. La carta impresa en Barcelona en castellano y, sobre todo, las diversas ediciones en latín se hicieron populares rápidamente y constituyeron la única fuente sobre el primer viaje disponible públicamente durante la vida de Colón.

## Manuscrito de Simancas

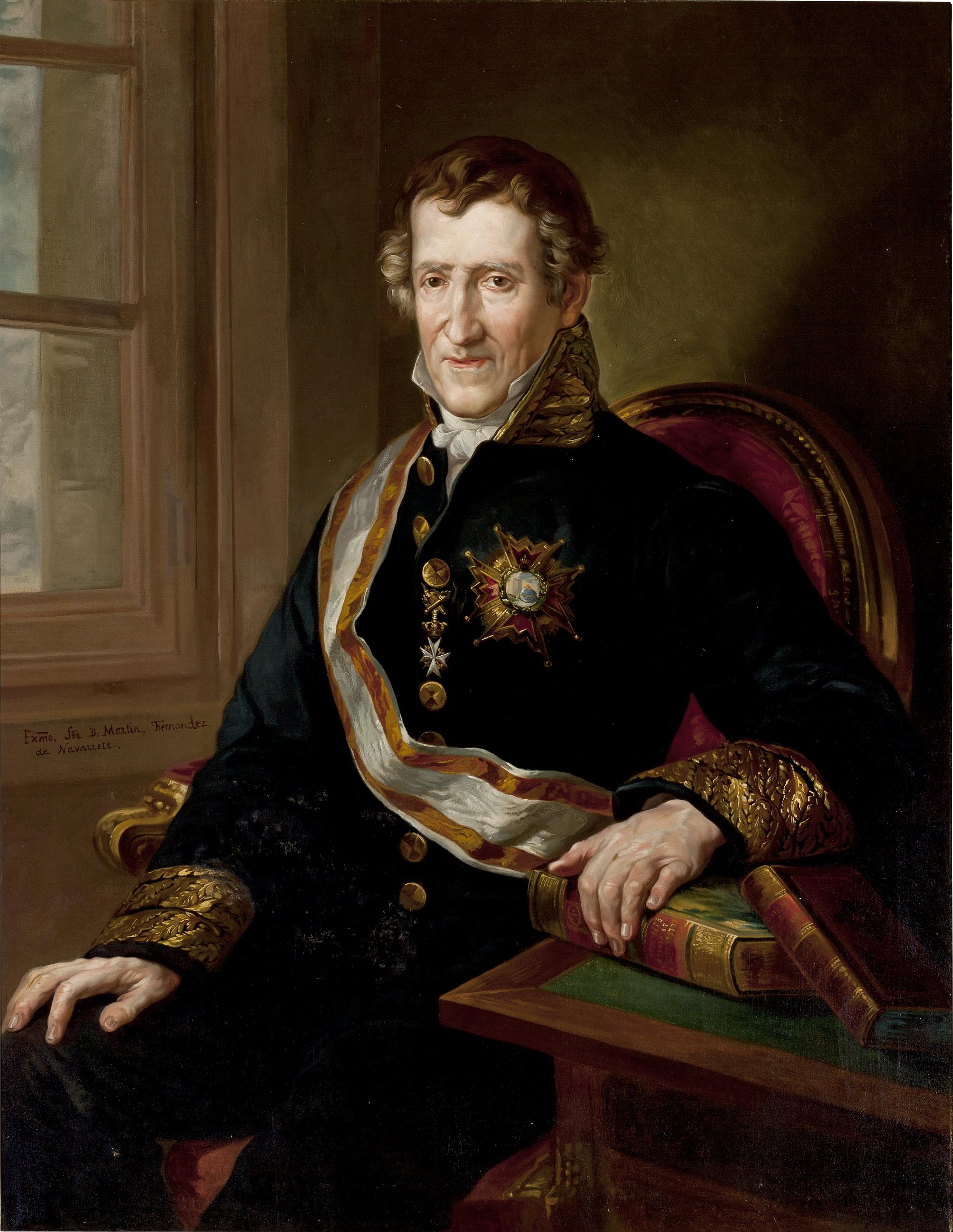
Martín Fernández de Navarrete dio a conocer el manuscrito de la carta conservado en el Archivo de Simancas

Texto completo del manuscrito
En el Archivo de Simancas se conserva un manuscrito que coincide casi exactamente con el texto de la carta publicada en Barcelona. Una de las diferencias más llamativas es que este documento llama Guanabam a la primera isla avistada por los descubridores, mientras que la versión impresa dice Guanaham.
La letra no es la de Colón ni lleva su firma. De hecho, en 1818 fue catalogado por el archivero Tomás González como "copia de mano de Luis de Santángel" por la similitud con la letra del escribano de ración.
El texto del manuscrito fue publicado por vez primera por Martín Fernández de Navarrete en 1825, transcrito en su Colección de Viages. Desde entonces se ha venido considerando que este documento era una copia manuscrita de la carta impresa en Barcelona, pero Demetrio Ramos mostró en 1986 que se trata más bien del borrador en limpio entregado a la imprenta de Pere Posa.

## Ejemplares de autenticidad dudosa
En 1858 el bibliófilo Francisco Adolfo de Varhagen publicó la transcripción de un nuevo documento hallado por él: la versión castellana de la carta a Gabriel Sánchez. De Varnhagen, que se ocultaba tras el seudónimo Genaro H. de Volafan, afirma haber encontrado una copia de la carta en un "tomito manuscrito de letra del siglo XVI", que sin embargo nadie ha vuelto a ver nunca, lo que hace dudar de la autenticidad de este documento. Una de las peculiaridades de esta carta es que su fecha es diferente de todas las otras tanto en el día como en el lugar, la isla de Santa María, en las Azores: 

En la carabela, sobre la isla de Sª María, 18 de febrero de 93.

En 1889 la editorial británica Ellis & Elvey publicó la reproducción de un ejemplar impreso en castellano de la carta a Santángel. Más tarde se demostró que se trataba de una falsificación, lo cual generó un sonado pleito.
Por otra parte, es posible que existiera alguna edición de la carta en catalán ya que en uno de los catálogos de la biblioteca de Hernando Colón, hijo de Cristóbal, consta la entrada siguiente: "letra enviada al escriua de racio a 1493". Sin embargo, no se ha encontrado nunca tal ejemplar.

## Cartas a los Reyes
Antes de que Colón retornase a la Península en 1493, los Reyes ya habían recibido noticias de la expedición. Las debió enviar Martín Alonso Pinzón, quien había llegado por separado a Bayona en Galicia capitaneando la Pinta.

... Con este caballero le declararon que avía llegado nueva por una caravela de las que fueron con Colón, que aportó a la costa de Galicia, cómo avía hallado las islas y tierra que iba a descubrir, y que eran pobladas de gente muy dispuesta para se convertir a nuestra Santa Fe Católica. Que desto huvieron mucho plazer, porque en sus tiempos, y por ellos, se huviesen tierras y gentes donde la fe de Nuestro Señor Jesucristo fuese mas estendida y ensalçada; y que estando para hazello saber al Rey de Portugal, como a hermano, que conocían que dello avía mucho plazer, assí por lo del ensalçamiento de nuestra Santa Fe Católica, como por lo que a ellos tocaba, les llegó una letra del dicho Almirante, por la qual les hazía saber lo mismo, y que se avía venido por donde el Rey de Portugal estava, y le avía visto y hecho relación de lo que avía hallado, y le hizo muy buen acogimiento y mostró mucho plazer dello ...
ZURITA, Jerónimo. Historia del Rey don Hernando el Católico.

 La carta de Pinzón, que no se conserva, hizo que los monarcas pusieran en marcha preparativos para enviar un embajador a Portugal. Según el cronista Zurita, unos días más tarde, pero antes de que partiera el embajador, recibieron otra carta, escrita por Colón, diciendo que había estado en Lisboa y se había entrevistado con el rey de Portugal.
Existe otra prueba documental más directa de que Colón escribió al menos una carta a los Reyes a su regreso del primer viaje: una carta que estos le escribieron el 30 de marzo de 1493 diciéndole que «vimos vuestras letras».
Por otra parte, la posdata de la carta al escribano de ración sugiere que junto con ese documento Colón envió otra carta dirigida «a Sus Altezas».
Durante siglos no se había podido localizar ninguna de estas cartas, lo cual dio lugar a la aparición de un gran número de falsificaciones. En 1985 salió a la venta en una librería de Tarragona el llamado Libro copiador de Colón, una colección de nueve documentos colombinos cuya caligrafía parece datar del último tercio del siglo XVI. Entre ellos se encontraba una carta relatando el primer viaje y dirigida a los Reyes. El Estado español compró este libro en 1987 y lo depositó en el Archivo General de Indias. Dos años más tarde fue publicado en facsímil, en una edición dirigida por Antonio Rumeu de Armas, y posteriormente ha sido transcrito en varias colecciones de documentos.
La carta del Libro copiador está estructurada de forma clara y coherente, lo que implica que no fue redactada precipitadamente. En comparación con la carta a Santángel muestra muchas similitudes pero también diferencias obvias.
A pesar de ser más larga en unas 300 palabras, da menos detalles sobre las canoas, la dieta y la estructura social de los indios. Incluye peticiones de favores a los Reyes, por ejemplo un título de cardenal para uno de sus hijos, que no aparecen, lógicamente, en las cartas a Santángel y Sánchez. Por otra parte, su tono es mucho más mesiánico, con frecuentes alusiones a la intervención divina y afirmando que el objetivo del Descubrimiento era ganar riquezas para financiar la conquista de Jerusalén.
Esta carta está fechada «en la mar de España» a 4 de marzo de 1493, sin ninguna mención ni a Canarias ni a Lisboa, por lo cual no contradice al Diario.
Según Rumeu, tanto la carta del Libro copiador como las de Santángel y de Sánchez fueron escritas personalmente por Colón y son coherentes entre sí. Sin embargo, el texto de esta "carta a los Reyes" presenta diferencias sustanciales con las otras dos, las cuales tampoco es seguro que sean de la mano de Colón. Por otro lado, algunos historiadores consideran que la autenticidad del Libro Copiador no ha sido demostrada.